# Deira (regne anglosaxó)
Deira fou un regne anglosaxó que va existir entre els segles VI i VII i va estar situat al nord-est del que avui dia és Anglaterra. Limitava amb el regne de Bernícia al nord, amb qui finalment s'uní per formar Northúmbria, amb les terres dels britons a l'oest i amb Mèrcia al sud. El mot Deira és de procedència britona i, si bé no hi ha consens sobre el seu origen exacte, s'especula que podria provenir de la paraula Deifr que significa "aigües", o bé de la paraula Daru que significa "roure" igual com el nom del riu al voltant del qual es van establir, i voldria dir "la gent del riu Derwent".

## Història
No ha quedat constància de cap informació referent a la creació del regne de Deira. No obstant això, hauria d'haver-se format després de la marxa dels romans de la zona, l'any 410 i abans de la fundació de Bernícia, l'any 500, doncs la teoria més acceptada és que aquest últim regne fou en gran part creat per colons provinents de Deira. El primer rei del qual es té informació és Ælla, que regnà entre els anys 559 o 560 i el 588. Uns anys després de la seva mort, el 604, Etelfred de Bernícia s'annexionà Deira per la força, unint tots dos regnes sota el nom de Northúmbria.
El fill d'Ælla, Edwin, s'exilià a l'Ànglia de l'Est sota la protecció del rei Raedwald. Etelfred de Bernícia exigí la mort d'Edwin i, en no acomplir-se aquesta, declarà la guerra a Raedwald. Aquest formà un exèrcit i marxà sobre Deira i, vora el riu Idle, derrotà i donà mort a Etelfred l'any 616. Edwin governà llavors sobre Deira i Bernícia, territori que començaria a rebre el nom de Northúmbria. Després de sufocar les revoltes dels gal·lesos exiliats al regne de Goddodin que temps enrere havien viscut a les terres de Bernícia, emprengué una campanya militar contra el regne celta d'Elmet. Aquest fet li valgué la guerra contra Gwynedd, i Edwin fou derrotat i mort a la batalla de Hatfield Chase el 12 d'octubre de l'any 633 per un exèrcit combinat dels regnes de Gwynned i Mèrcia. Després de la derrota, Northúmbria es fraccionà i Deira tornà a tenir autonomia sota el rei Osric, cosí d'Edwin. El seu regnat fou molt curt, perquè va morir en batalla contra el rei Cadwallon el 634. Llavors se'n va fer càrrec del govern de Deira el seu cosí, Osvald, del casal de Bernícia, el qual va tenir més sort en derrotar el rei de Gwynned a la batalla de Heavenfield i fou coronat rei de Northúmbria. Després de la mort d'Osvald a la batalla de Maserfield el 642, Oswine, fill d'Osric, fou coronat rei de Deira pels volts de l'any 644, separant-se així un altre cop de Northúmbria. Oswiu, germà i successor d'Oswald a Bernícia, declarà la guerra a Oswine el 651, i el 20 d'agost del mateix any, aquest fou mort a Gilling a causa d'una traïció. El control del regne passà llavors a mans d'Æthelwald, fill d'Oswald. No és clar si fou designat per Oswiu o si prengué el regne en oposició a ell, però el que sí que se sap és que s'alià seguidament amb l'enemic d'Oswiu, el rei Penda de Mèrcia, i l'ajudà durant la seva conquesta de Northúmbria el 655. El 15 de novembre d'aquell any, a la batalla de Winwaed, Æthelwald retirà les seves forces i Penda fou derrotat i mort. Deira fou llavors convertit en un subregne fins a l'any 679, quan s'annexionà definitivament a Northúmbria.

## Religió
A la fundació del regne la religió que practicaven tenia relació amb la mitologia germànica fins que Edwin introduí el cristianisme. Sembla que la decisió d'aquest rei va tenir a veure amb una promesa que va fer a Paulí de York quan aquest li salvà la vida, més una segona promesa si aconseguia derrotar l'exèrcit de Cwikelm de Wessex. El rei següent, Osric, va tornar al paganisme i el poble relacionà això amb la seva derrota amb Cadwallon ap Cadfan rei de Gwynedd. Els altres reis van ser cristians i van promoure aquesta religió entre els seus ciutadans, fins i tot alguns van ser venerats com a sants:Osvald, Oswiu, Oswine. La religió va ser motiu de desacord entre Alhfrith de Deira i el seu pare Oswiu de Northúmbia pel tipus de ritu cristià que calia fer servir: el primer a favor del ritu romà i el segon a favor del ritu celta.